# Jacob Toppin
Jacob Toppin (ur. 8 maja 2000 w Nowym Jorku) – amerykański koszykarz, występujący na pozycji niskiego skrzydłowego, od 2023 zawodnik New York Knicks oraz zespołu G-League – Westchester Knicks.
Jego starszy brat Obi Toppin jest także zawodnikiem NBA.

## Osiągnięcia
Stan na 18 lutego 2024, na podstawie, o ile nie zaznaczono inaczej.
NCAA
- Uczestnik turnieju NCAA (2022, 2023)

NBA
- Uczestnik konkursu wsadów (2024)[5]